# Tim Severin
Pour les articles homonymes, voir Severin.
Tim Severin, né le 25 septembre 1940 en Inde et mort le 18 décembre 2020, est un explorateur, historien et écrivain britannique. Il est célèbre pour avoir tenté à plusieurs reprises de transposer dans la réalité des voyages légendaires, entre autres, ceux de Sinbad le marin et de saint Brendan. Il a reçu la médaille d'or de la Royal Geographical Society, la médaille Livingstone de la Royal Scottish Geographical Society, et le Thomas Cook Travel Book Award en 1982 pour The Sinbad Voyage.

## Biographie
Tim Severin est né et a grandi en Inde où sa famille cultive du thé depuis 3 générations. Il est diplômé de géographie et d’histoire de l’université d’Oxford, spécialiste de l’exploration de l’Asie au Moyen Âge.
Fasciné par l'exploit de Jason dans l'épopée de la Toison d'or, Tim Severin a reconstruit le même bateau à partir des modèles antiques et refait son voyage en 1984.

## Reconstitution de voyages légendaires

### Sur les traces de Marco Polo (1961)
Alors qu’il est encore étudiant à Oxford, Severin (accompagné par Stanley Johnson et Michael de Larrabeiti) traverse l’Asie à moto, utilisant La Description du Monde  de Marco Polo (XIIIe siècle) comme guide. Ils voyagent d’Oxford à l’Afghanistan, en passant par Venise, la Turquie et l'Iran, survivant à des tempêtes de sable, des inondations, des accidents de moto et à un séjour en prison. Ils passent le col de Deh Bakri (Iran) à dos de chameau en vue d’identifier les « pommes de Paradis » et les mystérieuses sources chaudes décrites par Marco Polo. Incapables d’achever leur périple pour des problèmes de visa à la frontière chinoise, ils rentrent en Angleterre par bateau depuis Bombay.

### Les explorateurs du Mississippi (1967)
En canoë et en canot, Severin suit les routes de différents aventuriers (depuis les conquistadors jusqu’aux gentilshommes du XIXe siècle) afin de conter leurs péripéties tout au long du Mississippi.

### Le voyage de Brendan (1976–1977)
Convaincu par certains travaux scientifiques suggérant que les hagiographies latines qui composent le Navigatio Sancti Brendani Abbatis (le Voyage de l’abbé saint Brendan (484-577), généralement daté de la seconde moitié du VIIIe siècle), rendent compte d’une authentique traversée de l’Atlantique par Brendan depuis l’Irlande jusqu’au « jardin d’Éden », Severin entreprend en 1976 la construction d’une réplique du currach supposé de l’abbé : un deux-mâts de 11 mètres en frêne, chêne et cuir de bœuf, fabriqué selon les procédés ancestraux.
De mai 1976 à juin 1977, Severin et son équipage parcourent 4 500 milles (7 200 km) sur leur embarcation, de l’Irlande à Terre-Neuve, faisant escale aux Hébrides, aux îles Féroé et en Islande. Severin considère que sa reconstitution a permis d’identifier plusieurs sites considérés comme mythiques : l’« île des Moutons », le « paradis des Oiseaux », les « tours de Cristal », les « montagnes qui jetaient des pierres » et la « Terre promise ». Le récit de son expédition, ‘’Le Voyage de Brendan’’ est devenu un best-seller international, traduit en 27 langues, dont le français. Le bateau est exposé dans le musée en plein air de Craggaunowen (en), dans le comté de Clare (Irlande).

### Le voyage de Sindbad (1980–1981)
Rapportées dans Les Mille et une nuits, les fameuses aventures du marin Sindbad inspirent Severin pour son nouveau voyage. En 1980, après trois ans d’étude de la légende ainsi que des premiers croquis arabes et persans de navires médiévaux, il obtient le sponsoring de Qabus ibn Saïd, sultan d’Oman. En sept mois, Severin supervise alors la construction traditionnelle du « Sohar », une réplique de 87 pieds (26,5 m) d’un boutre arabe du IXe siècle (voile latine en coton) par les charpentiers de marine omanais. 
Le Sohar quitte Sour le 21 novembre 1980. Naviguant aux étoiles, Severin et son équipage de 25 personnes parcourent près de 6 000 milles (9 600 km) en huit mois (mer d’Oman, côte de Malabar jusqu’à Calicut, puis jusqu’au Sri Lanka). Ils traversent ensuite l’océan Indien, et, tant bien que mal, rallient Sabang (Indonésie), avant de gagner Canton, le 6 juillet 1981, par Malacca et Singapour.

### Le voyage de Jason (1984)
Épopée d’Apollonios de Rhodes composée la fin du IIIe siècle av. J.-C., les Argonautiques motivent l’expédition suivante de Severin dès 1981, date à laquelle il entame ses recherches concernant le poème et les navires grecs antiques. À Spetses, le maître charpentier Vasilis Delimitros fait construire manuellement une réplique de 54 pieds (16,5 m) d’une galère de l’âge du bronze basée sur une maquette de l’Argo. En 1984, avec vingt rameurs, Severin navigue depuis le nord de la Grèce à travers les Dardanelles, traverse la mer de Marmara puis le détroit du Bosphore jusqu’à la mer Noire, atteignant l’embouchure du Rioni en Géorgie soviétique : un voyage de 1500 milles (2 400 km). En chemin, il identifie certains des sites visités par Jason et ses Argonautes, et fournit une explication plausible à la légende de la Toison d'or, en lien avec les émanations volcaniques et l’orpaillage.

### Le voyage d’Ulysse (1985)
À bord de l’Argo utilisé pour son « voyage de Jason », Severin suit la route de retour d’Ulysse dans L’Odyssée, depuis Troie jusqu'à Ithaque, sa patrie. En chemin, Severin formule des hypothèses et des conclusions quant à l’identification du pays des lotophages, du palais de Nestor, du passage vers l’Hadès ainsi que des « roches errantes » des sirènes et de Charybde et Scylla.

### À cheval vers Jérusalem (1987–88)
Neuf cents ans après la première croisade, Tim Severin et Sarah Dormon décident de suivre à cheval la route de 4 000 km qu'empruntèrent les croisés menés par Godefroy de Bouillon jusqu’à Jérusalem, via Constantinople et Antioche (en raison de la guerre civile libanaise, Severin et Dormon devront toutefois dévier de leur itinéraire final). Les chevaux rustiques choisis sont un palefroi et un Ardennais, ce dernier étant qualifié par Severin de « char d’assaut de son époque ». Après bien des années d’expéditions maritimes, ce voyage de deux ans marque le retour de Severin aux grands raids terrestres.

### À la recherche de Genghis Khan (1990)
Alors qu'il était encore étudiant à Oxford, Severin avait rédigé sa thèse sur les premiers voyageurs européens en Asie centrale (XIIIe et XIVe siècles). Pour commémorer le 800e anniversaire de la naissance Gengis Khan, il entreprend donc de chevaucher en compagnie des conducteurs de troupeau mongols le long de la route autrefois suivie par les courriers de l’empire, se mêlant à des chameliers dans le désert de Gobi et partageant l’ordinaire des Kazakhs dans leurs yourtes.

### Le voyage en Chine (1993)
D’anciens manuscrits chinois content l’histoire d’un explorateur nommé Hsu Fu, qui, en 218 av. J.-C, aurait été missionné par Qin Shi Huang, premier empereur de Chine, pour trouver des remèdes de longue vie par-delà l’« océan Oriental ». Certains textes prétendent que le navigateur acheva son périple sur un radeau de bambou qui l'aurait mené en Amérique et retour. 
Afin de prouver qu’un tel voyage fut possible, Severin supervise la construction, sur une plage du Vietnam, d’un radeau de 60 pieds (18,3 m), fait de 220 bambous et gréé d’une voile de 800 pieds carrés (74 m2). Quittant l’Asie en mai 1993, lui et son équipage affronteront des moussons, des typhons, des pirates avant que les ligatures en rotin de leur embarcation se mettent à pourrir et que celle-ci se disloque au milieu du Pacifique. Après 5 500 milles (8 850 km) parcourus en 105 jours, ils doivent abandonner le radeau à environ 1 000 milles (1 600 km) de leur destination. Mais malgré son demi échec, Severin pense avoir prouvé que Hsu Fu eût pu effectuer la traversée du Pacifique.

### À la recherche de Moby Dick : la quête de la baleine blanche (1999)
Suivant la route du Pequod, Severin se met en quête d’un cachalot blanc semblable à Moby Dick, ce qui l'entraîne dans les zones les plus reculées du Pacifique Sud : l’île philippine de Pamilacan, dont les habitants chassent le requin baleine au grappin, et l’île indonésienne de Lamalera, où on harponne les cachalots depuis des barques. Son expédition fournit à Severin l'occasion de comparer la réalité qu’il découvre au récit d'Herman Melville et de suggérer qu’une bonne part des données de l'écrivain américain furent probablement d'invention ou d'emprunt.

## Œuvres
Essais et récits de voyage
- Tracking Marco Polo (1964) (voyage à moto de Venise à l'Asie centrale sur les traces de Marco Polo, en suivant la Route de la soie)
- Explorers of the Mississippi (1968)
- The Golden Antilles (1970)
- The African Adventure (1973)
- Vanishing Primitive Man (1973)
- The Oriental Adventure: Explorers of the East (1976) (histoire des explorateurs européens en Asie)
- The Brendan Voyage (1978) (navigation à bord d'un currach de l'Irlande à Terre-Neuve, en référence au voyage légendaire de saint Brendan)
- The Sinbad Voyage (1983) (navigation à bord d'un boutre, de Mascate aux côtes chinoises)
- The Jason Voyage: The Quest for the Golden Fleece (1986) (navigation de la Grèce à la Géorgie)
- The Ulysses Voyage (1987) (navigation de Troie à Ithaque)
- Crusader (1989) (voyage à cheval de la France au Moyen-Orient)
- In Search of Genghis Khan (1991)
- The China Voyage (1994) (voyage dans l'océan Pacifique à bord d'un radeau en bambou, le Hsu-Fu)
- The Spice Islands Voyage (1997)
- In Search of Moby-Dick (1999)
- Seeking Robinson Crusoe (2002)

Romans pour la jeunesse
Série « Viking »
- Odinn's Child (2005)
- Sworn Brother (2005)
- King's Man (2005)

Série « The Adventures of Hector Lynch »
- Corsair (2007)
- Buccaneer (2008)
- Sea Robber (2009)